# Xeropteryx columbicola
Xeropteryx columbicola är en fjärilsart som beskrevs av Walker 1860. Xeropteryx columbicola ingår i släktet Xeropteryx och familjen mätare. Inga underarter finns listade i Catalogue of Life.